# Please (U2)
Please è un singolo del gruppo musicale degli U2 estratto come quarto singolo dell'album Pop del 1997.
Come la più celebre Sunday Bloody Sunday, il singolo ha come tematica il conflitto nordirlandese.

## Il disco

### La copertina
Sulla copertina del singolo infatti sono rappresentati i volti di quattro politici nord-irlandesi (Gerry Adams, David Trimble, Ian Paisley, e John Hume). Due mesi prima dell'uscita del singolo, versioni dal vivo di Please e di altre canzoni del PopMart Tour, erano state pubblicate sull'EP Please: Popheart Live EP nel settembre 1997.

## Il video
Il video prodotto per Please è girato in bianco e nero da Anton Corbijn. Ambientazione del video è una strada chiamata No Name (Nessun nome), dove un mendicante in piedi ha un cartello appeso al collo con la scritta please, mentre la gente passa davanti a lui indifferentemente. Ad un tratto la situazione si ribalta, e stavolta il mendicante è in ginocchio, mentre tutti quelli che passano davanti a lui sono in piedi. Bono appare spesso mentre canta il brano, mentre il resto degli U2 compare solo nel finale, durante l'assolo di chitarra di The Edge.

## Formazione
- Bono - voce
- The Edge - chitarra, cori
- Adam Clayton - basso
- Larry Mullen Jr. - batteria

### Altro personale
- Flood - tastiere

## Tracce
Testi e musiche di Bono.
1. Please (Single Version) – 5:36
2. Dirty Day (Single Version) – 4:49

## Classifiche
| Classifica (1997)              | Posizione massima |
| ------------------------------ | ----------------- |
| Australia                      | 21                |
| Belgio (Fiandre)               | 31                |
| Canada                         | 47                |
| Canada (rock/alternative)      | 25                |
| Finlandia                      | 7                 |
| Francia                        | 31                |
| Germania                       | 26                |
| Irlanda                        | 6                 |
| Italia                         | 4                 |
| Norvegia                       | 15                |
| Nuova Zelanda                  | 32                |
| Paesi Bassi                    | 6                 |
| Regno Unito                    | 7                 |
| Spagna                         | 3                 |
| Stati Uniti (alternative)      | 31                |
| Stati Uniti (dance/electronic) | 9                 |
| Svezia                         | 33                |
| Svizzera                       | 35                |